# Lukas Göbl
Lukas Göbl (* 28. Januar 1977 in Wien) ist ein österreichischer Architekt, Projektentwickler und Zeichner.

## Werdegang
Lukas Göbl studierte Architektur von 1997 bis 1999 an der Technischen Universität Wien und von 1999 bis 2005 an der Universität für Angewandte Kunst Wien in der Meisterklasse von Wolf D. Prix. Von 2006 bis 2009 lehrte er Entwurfs- und Darstellungsmethodiken an der Privatuniversität der Kreativwirtschaft in St. Pölten. 2009 gründete Lukas Göbl das Office for Explicit Architecture und war zusätzlich ab 2011 mit seinem Vater Architekt Fritz Göbl Geschäftsführer der Göbl Architekten ZT GmbH. Nach dem Zusammenschluss der beiden Büros 2014 wurde er alleiniger Geschäftsführer von Göbl Architektur ZT Ges.m.b.H.
2019 wurde die Firma aufgrund internationaler Ausrichtung auf goebl architecture umbenannt.
2019 gründete Göbl das Bauträgerunternehmen LOVOreal ZT GmbH und 2020 mit Dr. Bernhard Schatz und Hizir Dshabarov die DGS Immobilien GmbH. Als erstes Projekt wurde das Hotel ‚An der Lage‘ Hochgrassnitzberg gekauft und wird nun zu Appartements umgebaut.
2009 gründete er gemeinsam mit Florian Medicus und Oliver Ulrich den Verein New Frontiers zur Förderung experimenteller Architektur, er war von 2014 bis 2019 Vorstandsmitglied von „ORTE Architekturnetzwerk Niederösterreich“. 2018 wurde Göbl Mitglied des NÖ Gestaltungsbeirats.
Er ist mit der Schauspielerin Barbara Göbl-Kramer verheiratet und lebt in Wien. Sie haben gemeinsam einen Sohn (* 2016).

## Auszeichnungen
- 2020: Der Niederösterreichische Baupreis 2020, 3. Platz
- 2019: Architecture MsasterPrize für „firm of the year“ - Shortlist
- 2018: International Architecture Award[1]
- 2018: Architecture MasterPrize[2]
- 2018: Architecture Drawing Prize[3]
- 2018: Auszeichnung „Schorsch“ der Stadt Wien/MA 19[4]
- 2018: German Design Award für zwei Projekte in der Kategorie „Architecture“[5]
- 2018: Dezeen-Award[6]
- 2017: Nominiert für den Wiener Umweltpreis[7]
- 2014: Yo.V.A. 4 plus – Young Viennese Architects der Stadt Wien
- 2012: 40 under 40 – Europe's Emerging Young Architects des European Centre for Architecture und des Chicago Athenaeum Museum of Architecture[8]
- 2011: Distinction Award der Biennale von São Paulo[9]
- 2010: World Architecture Community Award der World Architecture Community
- 2009: Margarete-Schütte-Lihotzky-Stipendium der Republik Österreich.

## Ausstellungen (Auswahl)
- 2018 „The Architecture Drawing Prize“ im Sir John Soane’s Museum, London und am World Architecture Festival, Amsterdam
- 2018 „The City and the World“ im Contemporary Space, Athen
- 2018 „gebaut 2017“ in den Räumlichkeiten der MA19, Wien
- 2015 Anniversaire 15 ans in der Galerie d’Architecture, Paris
- 2013 EastCentric Architecture Triennale, Bukarest.[10]
- 2012 Architectdocuments, Kassel.
- 2011 Biennale von São Paulo.
- 2011 World Architecture Festival Barcelona.
- 2009 Drawing in the post digital age - Woodbury University Los Angeles
- VI:BRA - Galerie SAS Bratislava (Slowakischer Architektenverein)
- Wanderausstellung Bau(t)en für die Künste, Bratislava und Paris
- New Frontiers: Zeichnen im Architekturforum Aedes Berlin

## Bauten und Projekte (Auswahl)
- Apartments, Hochgrassnitzberg, 2021
- Ein Wohnhaus mit Rückgrat, Wien, 2019
- Weinkellerei Burger, Gobelsburg, 2019
- Stammhaus Winzerhof Dockner, Höbenbach, 2019
- Campus Lengenfeld, Lengenfeld, 2018
- Rathaus Herzogenburg, Herzogenburg, 2017
- Weinkellerei Winzerhof Dockner, Höbenbach, 2017
- Tower of Power – Stromtankstelle für Elektrofahrzeuge, Wien, 2017
- Apartmenthaus B3, 2015
- Landesgalerie für zeitgenössische Kunst, Krems, 2012
- Viktor-Frankl-Park mit Bird's Nest, Wien, 2012.
- Weinzentrum Winzerhof Dockner, Höbenbach, 2011.
- ExpliCity (für die Biennale São Paulo), 2011
- Golden Nugget, Wien, 2011
- Kulturzentrum Minoritenplatz (Forum Frohner, Kunstraum Stein, Klangraum Krems, Ernst-Krenek-Forum), Krems-Stein, 2008.
- Zeichnungsserie Citys of Beautiful Bodies I–IV, 2002–2013